# Detmer Deddens
Detmer Deddens (Brielle, januari 1923 - Assen, 29 oktober 2009) was een Nederlandse predikant, theoloog en kerkhistoricus van de Gereformeerde Kerken vrijgemaakt.

## Levensloop
Na zijn universitaire vorming aan de - toen nog ongedeelde - gereformeerde Theologische Hogeschool Kampen te hebben gekregen, ging hij mee met de Vrijmaking van 1944 waaruit de Gereformeerde Kerken vrijgemaakt ontstonden. Voor dit kerkgenootschap was hij van 1949 tot 1979 in verscheidene plaatsen predikant. Rond 1952 legde hij als eerste aan de enige jaren daarvoor opgerichte gereformeerd-vrijgemaakte Theologische Hogeschool Kampen het doctoraalexamen af. Vanaf 1979 tot 1988 was hij hoogleraar algemene en Nederlandse kerkgeschiedenis en het kerkrecht aan eerdergenoemde universiteit, waarbij hij met name aandacht schonk aan veranderingen op laatstgenoemde vlak. Deddens schreef een aantal kerkhistorische werken over bekende gereformeerden en gereformeerde afscheidingsbewegingen in de 19e en 20e eeuw. Verder heeft hij het voorzitterschap bekleed van vier gereformeerd-vrijgemaakte synodes en andere deputaatschappen. Onder andere van de synodes van Rotterdam-Delfhaven en van Amersfoort-West. Op deze synodes werden tegen het gereformeerde kerkrecht in besluiten genomen over het schorsen van een predikant (A. van der Ziel) en een afgevaardigde (B. Schoep) mocht zijn rechtmatige plek op de synode niet innemen, vanwege bezwaren tegen de zogeheten 'Open Brief'. Ook is hij president-curator van de Theologische Hogeschool annex Universiteit geweest, voerde hij de redactie over het Handboek van de Gereformeerde Kerken in Nederland en zat hij in de redactie van een aantal tijdschriften. Detmer Deddens overleed op 86-jarige leeftijd.

## Standplaatsen als predikant
- 1949-1957: Wetsinge-Sauwerd
- 1957-1963: Mariënberg
- 1963-1979: Leeuwarden

## Voorzitterschap van synodes
- 1964-1965: Synode van Rotterdam-Delfshaven
- 1966-1967: Synode van Amersfoort-West
- 1972-1973: Synode van Hattem

## Werken
- Afscheiding, wederkeer: opstellen over de Afscheiding van 1834, redactie met Jacob Kamphuis, 1984
- Doleantie, wederkeer: opstellen over de Doleantie van 1886, redactie met Jacob Kamphuis, 1986
- Verzamelde geschriften van Hendrik de Cock, samen met Hendrik Bouma, 1984-1986, 2 delen
- De Afscheiding van 1834, deel 9: provincie Gelderland, door Cornelis Smits, ten geleide door Detmer Deddens, 1991
- Inleiding tot de studie van het kerkrecht, als medeauteur, 1992
- Vereniging in wederkeer: opstellen over de Vereniging van 1892, samen met Melis te Velde, 1992
- Cursus bij kaarslicht: lezingen van K. Schilder in de laatste oorlogswinter, 1997-1998, 2 delen
- Uit de diepten: verslagen van de Vrijmakingsvergadering en daarmee verbonden samenkomsten in augustus 1944, 1994
- Vrijmaking, Wederkeer: vijftig jaar Vrijmaking in beeld gebracht, 1944-1994, samen met Melis te Velde, 1994

## Familie
Detmer Deddens is een broer van de begin 2005 overleden predikant en theoloog Karel Deddens en een zoon van de predikant-theoloog Pieter Deddens (overleden in 1958). Beide waren eveneens vrijgemaakt-gereformeerd. Zijn vader was ook hoogleraar aan de vrijgemaakt Theologische Hogeschool Kampen, zijn broer aan een Canadese gereformeerde universiteit. Een andere broer, Pieter jr. (1927-2022), was vrijgemaakt predikant.

## Prof. Detmer Deddens Kerkrecht Centrum
In Kampen bevindt zich het in 2002 in het leven geroepen Prof. Detmer Deddens Kerkrecht Centrum. Deze stichting dient het bevorderen van de studie en de kennis van het (gereformeerd) kerkrecht en beheert de boekenverzameling van Deddens. Het DKC heeft onderdak gevonden bij de vrijgemaakte Theologische Universiteit. Het wordt beheerd door kerkrechtdocent Leon van den Broeke en de bibliothecaris van de universiteit.